# Hiroki Aiba
Hiroki Aiba (相葉 裕樹 Aiba Hiroki?,  Funabashi, Prefectura de Chiba, 1 de octubre de 1987) es un actor, seiyū y cantante japonés, afiliado a Grand-Arts. Es conocido por su papel de Shusuke Fuji en los musicales de The Prince of Tennis y Ryūnosuke Ikenami/Shinken Blue en Samurai Sentai Shinkenger. Aiba también formó parte de un grupo de streetdancing llamado Brights, el cual se disolvió en 2004. 
Su verdadero y antiguo nombre artístico es 相葉 弘樹 (el kanji es diferente pero la lectura es la misma), el cual cambió cuando se trasladó a la agencia Top Coat en 2011.

## Biografía

### Primeros años
Aiba nació el 1 de octubre de 1987 en la ciudad de Funabashi, prefectura de Chiba. Estudió y se graduó de la Funabashi Kita High School. Aiba solía ser miembro de un grupo de streetdancing llamado Brights, en el cual formaba parte junto a Atsushi Koga y Takuya, quien más tarde también trabajaría con él en The Prince of Tennis. Por lo general, el grupo actuaba en el parque Yoyogi, pero se disolvió después de que Aiba se uniera a Avex Management luego de ganar el concurso Junon Super Boy de la revista Junon. En aquel entonces, Aiba era un aficionado al baile y ha declarado en pasadas entradas de su blog que le debe mucho a Takuya, quien era un bailarín experimentado, por enseñarle.

### Carrera
En 2005, Aiba obtuvo el papel de Shusuke Fuji en la serie de musicales de The Prince of Tennis. De 2005 a 2006, se convirtió en el tercer actor en interpretar a Fuji como miembro de la segunda generación de actores. Hizo su debut como Fuji el 8 de enero de 2005 en las funciones de Osaka. En ese mismo año, también interpretó a Fuji en una adaptación a imagen real del manga.
En 2006, Aiba no se graduó junto con el resto de sus compañeros de elenco y, en su lugar, decidió seguir participando en los musicales y actuar como guía para los nuevos miembros. Aiba se graduó junto con la mayoría del tercer elenco en 2007, siendo el actor que interpretó el personaje de Fuji durante más tiempo, así como también el segundo actor que más tiempo actuó en los musicales. Tras su graduación, el papel de Fuji fue interpretado por Yūta Furukawa.

## Filmografía

### Películas
- Hideshi Hino's Theater of Horror (2004) como Takashi Hara
- The Prince of Tennis (2006) como Shusuke Fuji
- Sukitomo (2007) como Yoshiki Satō
- Takumi-kun Series: Soshite Harukaze ni Sasayaite (2007) como Sachi Inoue[3]
- Cafe Daikanyama (2008-09) como Hibiki Shibata
- Bokura no Hōteishiki (2008) como Tomio Katō
- Kasabuta-hime (2009) como Kōichi Akikawa
- Samurai Sentai Shinkenger The Movie: The Fateful War (2009) como Ryūnosuke Ikenami/Shinken Blue
- Samurai Sentai Shinkenger vs Go-Onger Ginmakuban (2010) como Ryūnosuke Ikenami/Shinken Blue
- Tensou Sentai Goseiger vs Shinkenger Epic on Ginmaku (2011) como Ryūnosuke Ikenami/Shinken Blue
- Osama to Boku (2012) como Tomonari
- Yamikin Ushijima-kun 2 (2014) como Nozomi

### Televisión
- Delicious Gakuin (2007, TV Tokyo) como Rin Takasugi
- Uramiya Honpo (2008, TV Tokyo) como Yūya Ōkubo
- Tadashii Ouji no Tsukuri Kata (2008, TV Tokyo) como Shurinosuke Hata
- Shiori to Shimiko (2008, Nippon TV) como Ken Kurokawa
- Wild Strawberry (2008, TV Asahi) como Chiaki
- Samurai Sentai Shinkenger (2009, TV Tokyo) como Ryūnosuke Ikenami/Shinken Blue
- Kamen Rider Decade (2009, TV Tokyo) como Ryūnosuke Ikenami/Shinken Blue
- Hi wa Mata Noboru (2011, TV Tokyo) como Akira Nakasendo
- Kaitō Royale (2011, TBS) como Keisuke Kurata
- Kaizoku Sentai Gokaiger (2011, TV Tokyo) como Shinken Blue (voz)
- Saikō no Jinsei (2012, TBS) como Hiura
- Aibou (2012, TV Tokyo) como Hiroshi Sakaki
- 35-sai no Koukousei (2013, Nippon TV) como Ryūichiro Kitajima
- Take Five: Oretachi wa Ai o Nusumeru ka (2013, TBS) como Araki
- Kuro Fuku Monogatari (2014, TV Tokyo) como Kaoru Kasugai
- Zenmō no boku ga bengoshi ni natta riyū (2014, TBS) como Shinpei Matsuda